# 飯山晃三
飯山 晃三（いいやま こうぞう、1977年11月2日 - ）は、長崎県出身のボートレーサー。
登録番号3906。身長167cm。血液型O型。
80期。長崎支部所属。弟子は中島浩哉、山崎昂介、仁科さやか、村上遼、中北涼、田川大貴、屋良龍紀。

## 来歴
- 2006年12月14日、鳴門競艇場での「G1モーターボート大賞」で記念初優出を果たしたが、2着に終わった。
- 2007年7月24日、桐生競艇場での「SG第12回オーシャンカップ競走」にSG初出場、初日10Rにて水神祭。
- 2007年・2008年の九州地区選手権では、2年連続準優勝。
- 2009年11月1日、蒲郡競艇場での「日本モーターボート選手会会長杯争奪戦」で優勝（通算6回目）。
- 2010年7月14日、BOAT RACE丸亀での「SG第15回オーシャンカップ競走」にて自身2度目のSG出場。
- 2011年11月11日、BOAT RACE大村での「西日本スポーツ杯」にて念願の地元初優勝（通算7回目）。

## 人物・エピソード
- 元妻はボートレーサーで滋賀支部で同期の香川素子。(2008年に離婚)
- 息子はボートレーサーの香川颯太。